# Платоновский
Плато́новский — упразднённый посёлок, присоединённый к городу Железногорску Курской области в 2008 году.

## География
Расположен в 2 км к северо-западу от центральной части Железногорска на левом берегу реки Погарщины. Состоит из одной улицы, протянувшейся на 0,5 км с севера на юг вдоль Погарщины. Вдоль улицы расположены дома индивидуальной застройки. С севера ограничен автомобильной дорогой из Железногорска в Студенок, с востока к посёлку примыкают дачные участки садоводческого товарищества «Мичуринец», к югу и западу от Платоновского расположена пойма реки Погарщины. Также к югу от посёлка находится микрорайон Железногорска Алексеевский (бывший посёлок).

## Этимология
Получил название от фамилии основателей посёлка Платоновых, переселившихся сюда из соседней деревни Погарище.

## История
В 1926 году в посёлке было 8 дворов, проживало 43 человека (21 мужчина и 22 женщины). В то время Платоновский входил в состав Трубиченского сельсовета Долбенкинской волости Дмитровского уезда Орловской губернии. В 1928 году вошёл в состав Михайловского (ныне Железногорского) района. В 1937 году в посёлке по-прежнему было 8 дворов. Во время Великой Отечественной войны, с октября 1941 года по февраль 1943 года, находился в зоне немецко-фашистской оккупации. С 1954 года по 1985 год входил в состав Трояновского сельсовета Железногорского района, затем передан в новообразованный Студенокский сельсовет. В 1992 году включён в состав Железногорского горсовета. В 2008 году включён непосредственно в состав города Железногорска. В 2015 году бывшему посёлку Платоновскому присвоен статус микрорайона города.

## Население
| 43 | 25 |